# Mikiella austriaca
Mikiella austriaca är en tvåvingeart som beskrevs av Meunier 1893. Mikiella austriaca ingår i släktet Mikiella och familjen parasitflugor.
Artens utbredningsområde är Österrike. Inga underarter finns listade i Catalogue of Life.